# Gaston Pierre de Lévis-Mirepoix
Gaston Pierre de Lévis-Mirepoix, francoski maršal in veleposlanik, * 2. december 1699, † 24. september 1757.
1. ↑  GeneaStar